# Mosseklokrypare
Mosseklokrypare (Microbisium brevifemoratum) är en spindeldjursart som först beskrevs av Edvard Ellingsen 1903.  Mosseklokrypare ingår i släktet Microbisium och familjen helplåtklokrypare. Arten är reproducerande i Sverige. Inga underarter finns listade i Catalogue of Life.